# (961) Gunnie
Pour les articles homonymes, voir Gunnie.
(961) Gunnie est un astéroïde de la ceinture principale découvert le 10 octobre 1921 par l'astronome allemand Karl Reinmuth. Sa désignation provisoire était 1921 KM.
Sa distance minimale d'intersection de l'orbite terrestre est de 1,458129 ua.